# Flor de cavalleria
Flor de cavalleria és una novel·la del segle xv, atribuïda a Joanot Martorell, de la qual només es conserva un fragment del pròleg, preservat a la Biblioteca Nacional de Madrid, on  es relaten les batalles de sant Miquel contra els àngels rebels i es reflexiona sobre la legitimitat dels combats cavallerescs.

## Fragment conservat
Existeix la possibilitat consultar l'edició facsímil del microfilm del Ms. 7811, Lletres de Batalla, ff. 532r-532v, [Flor de Cavalleria], Biblioteca Nacional (Espanya); foliació en color blau.]
| « | A honor, llahor y glòria de Nostre Senyor Déu, e de la sua Sacratísima Mare comença lo Pròlech de aquest llibre lo qual és yntitulat Flor de Cavalleria. Ans del decahiment de natura humana foren ynstituhides grans batalles en lo cel, car llegim que la grandísima supèrbia de Llucifer e dels altres àngels aderens ab aquell. E, e ordenada la grandísima batalla per lo gloriós príncep sen Miguel àngel, ab los altres sans àngels, contra lo malvat Llucifer, e los altres qui aderien ab aquell, la fi de la batalla fonch que, obtesa per los sans àngels victòria, lo dit malvat Llucifer ab sos companyons vençuts cayguere·n la pregonea dels ynferns, on estaran perpetualment, e foren fets diables molt llegs e espantables. Enaprès lo malvat e envejós spirit maligne ynstituhí batalla mental contra l'ome lo qual, vençut per la diabòlica tentació e ynstigació, fóra gitat de paradís terrenal, lloch molt placent e delitós, per la ynobediència per aquell comesa contra nostre senyor Déu. Encara llegim que·ls fills de Nohè, après lo diluvi, edificaren una ciutat e una gran torre per a batallar contra Déu, crehens1 muntar la dita torre fins en la sumitat dels cels. E nostre Senyor vehent la malvada yntenció de aquells mudà'ls los llenguatges, y axí foren destituyts2 de la llur malvada e reprovada yntenció. Encara més llegim de les moltes e ynumerables batalles que són estades en diversos temps, axí com en temps de Josuè e dels Reys e dells Macabeus, dels grechs, troyans e romans e altres molts. No és emperò a dir que totes les batalles sien llícites e permeses, com no sien llícites ni permeses sinó en certs casos, axí com en defensió de la santa fe cathòlica. E de aquesta són estats vencedors tots aquells que an empreses les dites batalles, e axí los sans màrtres vencedors de aquelles an obtesa corona e palma de vitòria. Axí matex és permesa batalla per mantenir justícia, e per ço és molt perillós batallar contra justícia, e vehem contínuament que aquells que demanen o defenen justícia són vencedors. És encara permesa batalla y és molt justa quant és endita per los reys e prínceps en defenció e custòdia de llurs regnes, quant algun tirà se vol pendre y ocupar ses terres e sen[y]ories. E per ço los prínceps e sen[y]ors e los pobles an edificat ciutats murades, viles y castells forts, perquè sien munició3 e segura defenció contra los enemichs. E los drets ynstituyren y ordenaren que la casa e abitació de l'ome sia a ell tutísima custòdia e refugi, on a cascú és llícit y permès defendre la sua casa, vila, lloch o castell y la sua persona, hoch encara la fama e la sua onor y és4 tengut per foll e ynsensat aquell que no estima la sua fama e onor. Los òmens vils e de baxa condició e estaments no són disposts a batallar, car no estimen llur onor e fama, e fàcilment fugen, tota vergonya per aquells posposada. Me[s] los cavallers, nobles e generosos, e altres òmens onrats e virtuosos són molt pus disposts e ordenats a batallar car, estimant llur onor e fama, an temor de ser envergony[i]ts molts. És axí matex gloriosa la batalla de aquells que la emprenen per la defenció de la cosa pública, com aquests són reputats viure perpetualment per glòria. | » |